# Lago Rojo (Croacia)
El lago Rojo (en croata: Crveno jezero) es una especie de gran sumidero o agujero que contiene en su interior un lago kárstico, localizado a un 1,5 km al oeste de la ciudad de Imotski, en el condado de Split-Dalmacia, en el sur de Croacia. Su edad se estima en dos millones de años y es uno de los mayores pozos llenos de agua del mundo. El lago, de forma casi circular, tiene en superficie un diámetro de aproximadamente 200 m, con una profundidad de unos 287 m, que fluctúa estacionalmente entre 30 y 50 m.
Es conocido por sus numerosas cuevas y acantilados de gran altura, que alcanzan más de 241 m sobre el nivel normal del agua y continúan por debajo del nivel de su superficie. La profundidad total explorada de esta sima se encuentra en unos 530 m, con un volumen de aproximadamente 25-30 hm³, por lo que es la tercera sima más grande del mundo. El agua drena fuera de la cuenca a través de ríos subterráneos que, presumiblemente, deben salir por debajo del nivel del fondo del lago.
El sumidero debe su nombre al color rojizo-marrón de los acantilados circundantes, coloreados por óxidos de hierro. Al igual que el cercano lago Azul, que se encuentra a menos de 1 km de distancia, se presume que el lago surgió cuando se derrumbó el techo de una gran cueva.
Una expedición de buceo descubrió en el verano de 1998, a 15 m de profundidad, la entrada a un sistema de cuevas ramificadas con cavidades de aire, que tiene una segunda entrada en el acantilado sobre el agua y que da lugar a un nuevo, aunque mucho más pequeño, lago. Con la ayuda de un robot de buceo, se detectó a 170 m de profundidad un flujo de entrada de gran tamaño en el lago. La expedición también llevó a cabo un inventario de la flora y fauna del lago Rojo, encontrando algunas especies casi endémicas de peces, como el Delminichthys adspersus (Heckel, 1843). En el período seco del año, este pez puede ser visto de vez en cuando en los alrededores en manantiales, ríos y lagos, lo que sugiere que ahí debe de haber una conexión subterránea entre el lago Rojo y otros cuerpos de agua próximos.

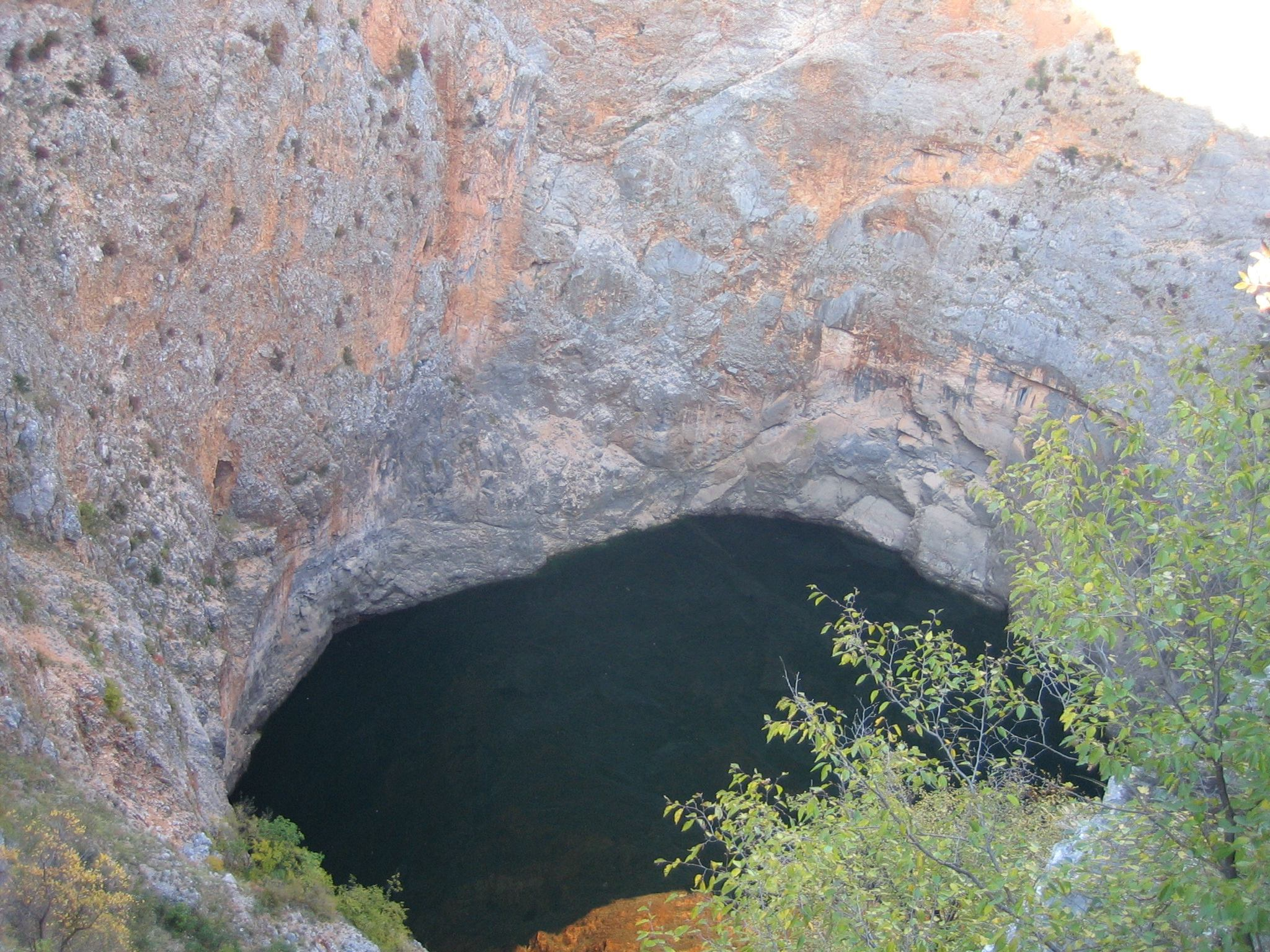
El lago Rojo desde el borde al acantilado
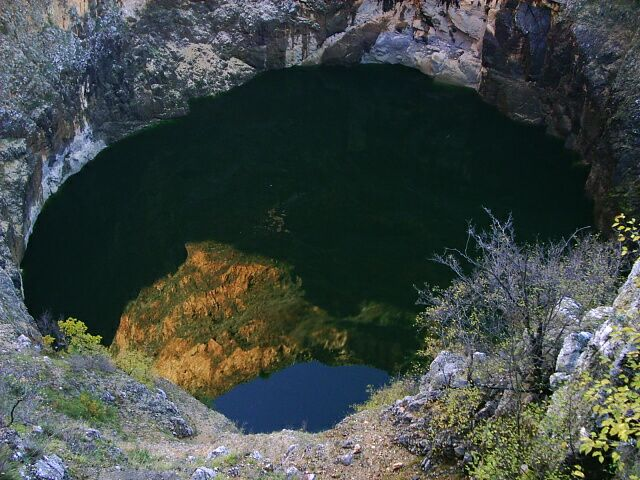
El lago Rojo desde el borde al acantilado
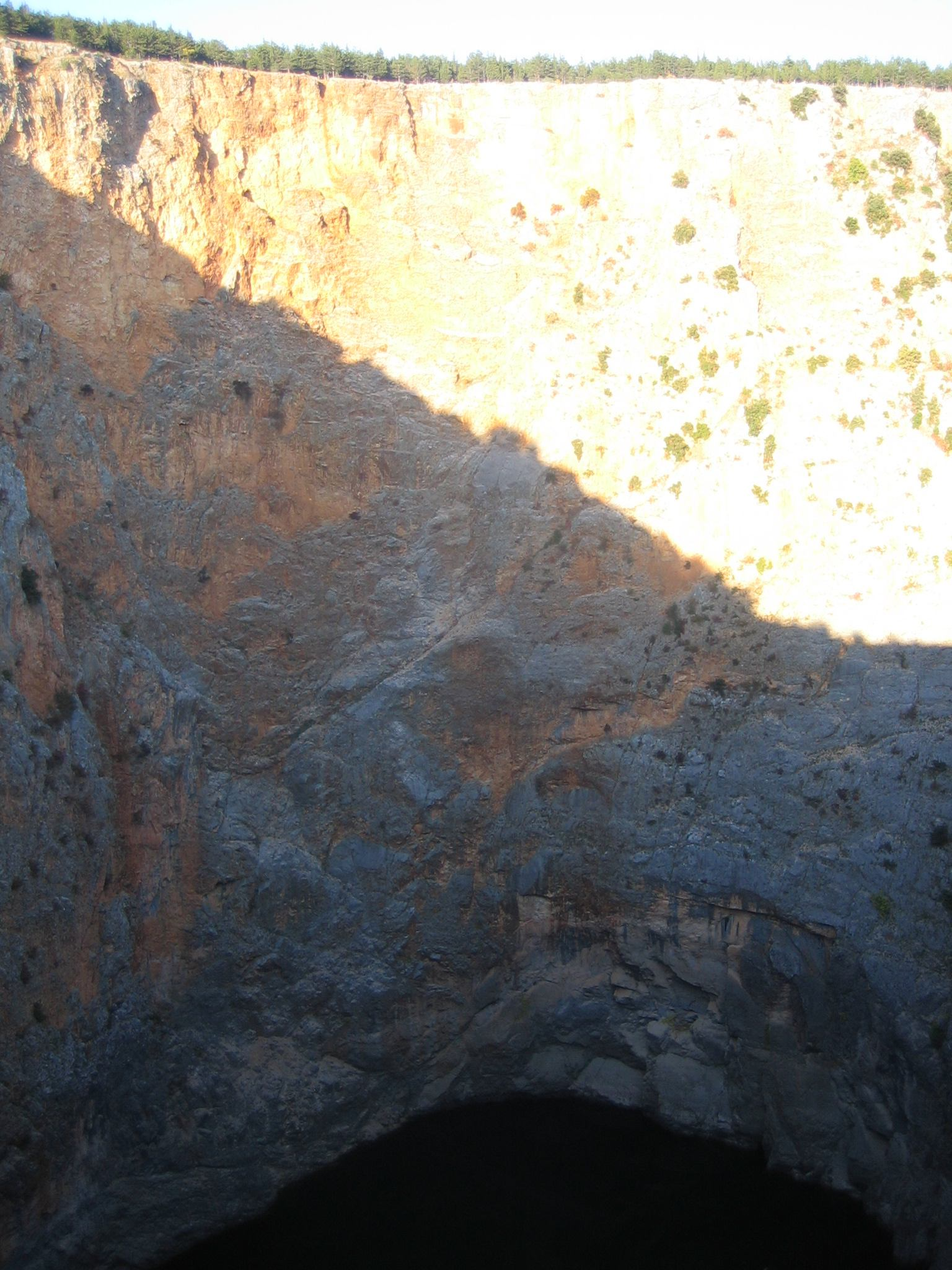
El lago Rojo al atardecer
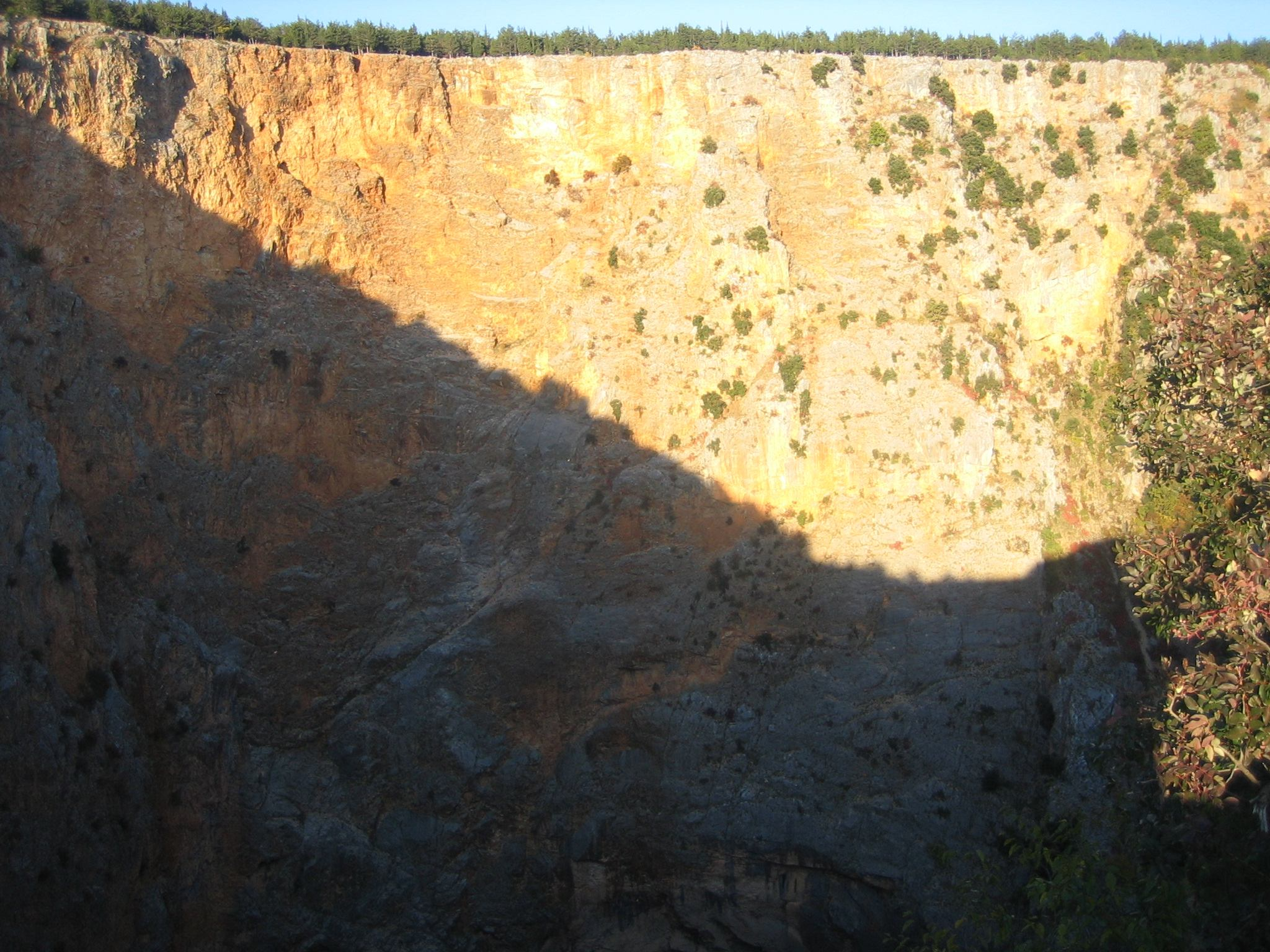
Otra vista al atardecer
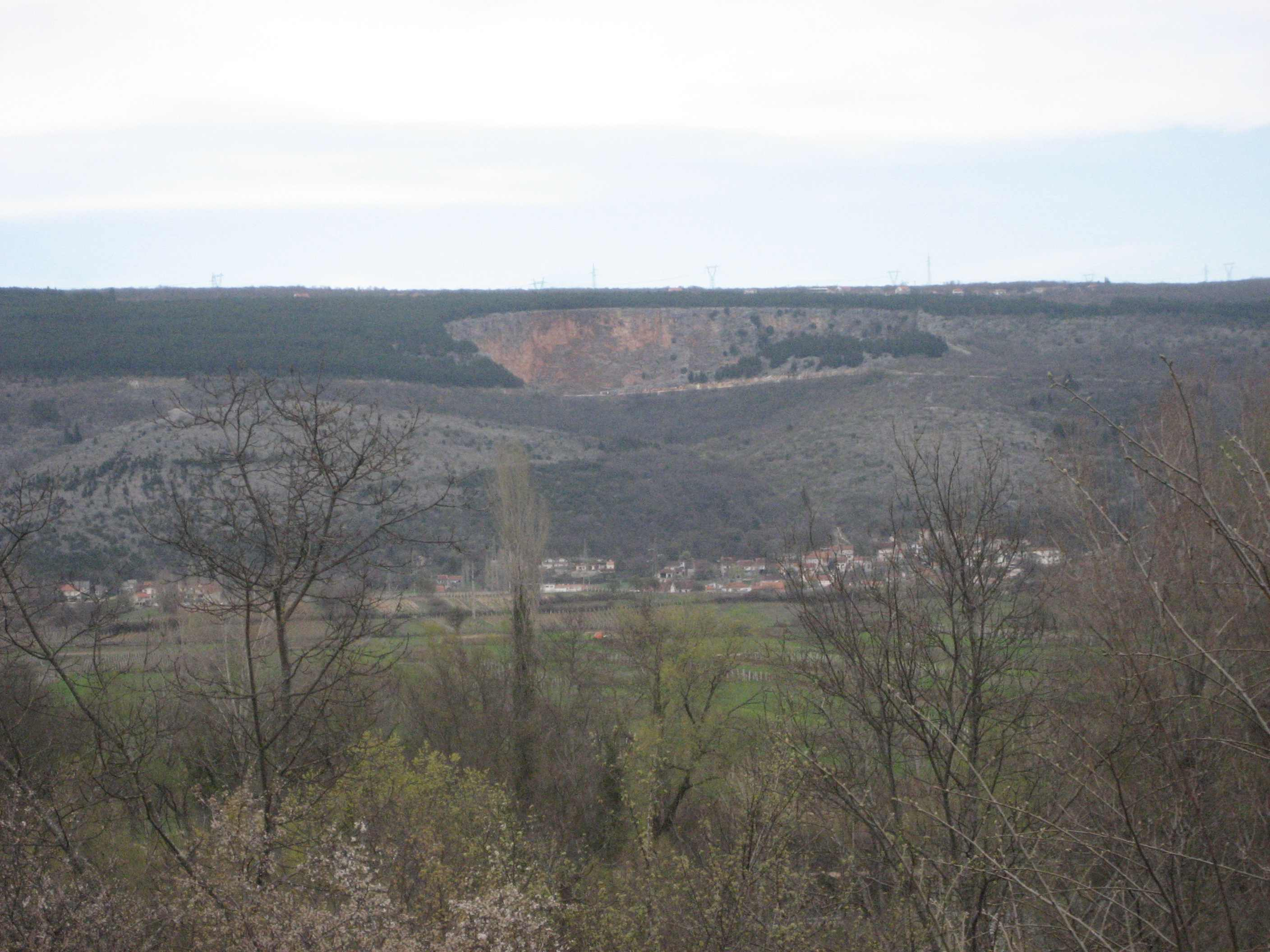
Vista del lago desde la distancia